# Südfeldmark
Südfeldmark ist ein Quartier des Stadtteils Mitte des Stadtbezirks Wattenscheid in Bochum. Er liegt östlich des Stadtgartens. Zum Stadtteil gehören die Südfeldmarkschule, die mittlerweile geschlossen ist, und das 1976 eröffnete Wellenfreibad an der Märkischen Straße. Die Siedlergemeinschaft Südfeldmark wurde 1937 gegründet. Der SSV Schwarz-Weiß Südfeldmark mit einem Schwerpunkt auf Fußball ging 2008 in Schwarz-Weiß Wattenscheid auf.